# Foundations of Differential Geometry
Foundations of Differential Geometry é uma obra enciclopédica em dois volumes elaborada pelos matemáticos japoneses Shoshichi Kobayashi e Katsumi Nomizu, a qual trata sobre geometria diferencial. O primeiro volume foi publicado originalmente em 1963 e o segundo, em 1969, pela Interscience Publishers. Uma versão atualizada foi lançada nos Estados Unidos em 1996 pela Wiley Classics Library.
O primeiro volume do livro focaliza principalmente o âmbito da geometria que trata sobre variedade, maço de fibras, tensor, conexão, grupo de Lie, teorema de decomposição de De Rham e o teorema de Hopf–Rinow. O segundo, por outro lado, é mais específico em seus assuntos: variedade de Riemann, mapa de Gauss e a segunda forma fundamental.